# Battlefield 2142
Battlefield 2142 — компьютерная игра в жанре шутер от первого лица, разработанная Digital Illusions CE.

## Сюжет
Следующая, четвёртая по счёту, игра серии Battlefield перенесла действие в 2142 год. Уже несколько десятков лет, как на Земле началось глобальное похолодание, что привело к новому ледниковому периоду. Ледник захватывает всё больше жизненно важных районов развитых стран Евразии. Людям не хватает территории для жизни. Все меньше остаётся мест, где ещё можно передвигаться без специальных утеплённых костюмов. Вспыхивает новая мировая война, названная Холодной. Война за территории, за ресурсы, за жизнь. В игре используется не лазерное или ультразвуковое оружие, а огнестрельное, благодаря чему слышны выстрелы.
В военных действиях участвуют два крупных блока стран: Евросоюз (ЕС) и Паназиатская коалиция (ПАК), в состав которой вошли Россия, Япония, Корея, Монголия и некоторые другие страны Азии. К 2138 году ПАК и ЕС были готовы к началу противостояния за оставшиеся мировые ресурсы.

### Первая кампания
В Battlefield 2142 отыгрываются сражения Первой Кампании, развернувшиеся сразу после начала военных действий в октябре 2139 года.
Паназиатская Коалиция выступает в роли агрессора. Невыносимые условия жизни на территории стран ПАК вынуждают начать военные действия против соседа. Линия фронта в течение первой кампании прокатывается от западных границ России, через Европу, до Северо-западной Африки.
Холодная война началась с масштабного наступления ПАК, по широкому фронту, растянувшемуся от Персидского залива до Балтийского моря. Наступление вылилось в захват Паназиатской коалицией большей части Европы. Начался давно планируемый исход населения Евросоюза в Африку через Средиземное море. В 2142 происходит формирование Средиземноморской стены — защитной линии сил ЕС протянувшейся от Марокко до Египта. В ходе последовавшего наступления сил ПАК на территорию Северной Африки противостояние приняло затяжной характер и к 2145 году вылилось в начало Второй кампании.

### Вторая кампания
В последовавшем за оригинальным Battlefield 2142 бустер-паком Northen Strike или Северное наступление стороны меняются местами — ПАК, заняв Европу, осваивает территории, покрытые ледником, но сохранившие богатую инфраструктуру, в то время как Евросоюз начинает Вторую кампанию, предприняв масштабную операцию по освобождению своих бывших северных территорий. В ходе наступления на север войска Евросоюза достигают бывшей Центральной Германии.

## Игровая концепция (Геймплей)
Одними из главных отличительных особенностей франчайза являются система захвата флагов, на которой строится игровой процесс и использование дефибрилляторов, которыми медики могут буквально воскрешать раненых в перестрелках. Новатором в этом стала Battlefield 2142, до этого дефибрилляторы появлялись только в одиночных кампаниях, так же и в других играх серии Battlefield. В других играх перестрелка обычно заканчивается со смертью одного из противников, тогда как Battlefield оставляет шанс слаженно действующей команде долго держаться, восполняя потери. Большое значение придаётся работе в составе отделений, лидеры которых способны устанавливать дополнительную точку высадки, чего не было в предыдущих частях.

### Правила
Правила игры определяются компанией EA, они практически такие же, как и для BF2. Существуют ограничения, описанные в правилах, за которые игроки могут быть кикнуты (kicked) или даже забанены (banned) с серверов.
Завоевание (Conquest) — Правила основного режима игры практически не изменились. Каждой команде даётся определённое количество очков, которое будет убывать вследствие успешных действий команды противника.
Штурм — Цель данного режима заставить команду противника потерять все свои очки. На картах режима Штурм расположено некоторое количество Контрольных точек, служащих для возрождения солдат. Удерживая больше половины контрольных точек, вы заставляете команду противника терять очки. Смерть солдат также приводит к уменьшению очков команды. Некоторые карты позволяют одной или обеим командам захватывать все контрольные точки. Это приводит к так называемому Фулкапу (англ. full capture — полный захват) — потере способности солдат команды, подверженной фулкапу, к возрождению. После смерти всех солдат команды, подверженной фулкапу, следует её проигрыш.
Титан — Новый режим игры. Вовлекает противоборствующие стороны в битву двух Титанов (смесь воздушного линкора, десантного корабля и палубного авианосца). Титаны перемещаются над поверхностью на высоте нескольких сотен метров и могут как вести обстрел, так и высаживать войска на поверхность. Цель сражения — сбить вражеский Титан. Захватывая расположенные на земле шахты, можно запускать противотитановые ракеты Блок-3. С их помощью сначала уничтожаются щиты Титана, не позволяющие противнику проникнуть на борт, а затем и сам Титан. После уничтожения щитов можно пойти на штурм титана: уничтожив четыре консоли управления получить доступ в реакторный зал и попытаться уничтожить сам реактор. Через некоторое время после подрыва реактора ракетами или изнутри Титан взорвётся, так что надо сразу бежать или вы взорвётесь вместе с ним.
С выпуском бустер-паков и дополнений DICE обычно предлагает новые режимы игры или видоизменённые старые. Так в дополнении был представлен режим Assault Lines, где наступающая сторона может захватить базу противника, лишь контролируя все остальные точки на карте.

### Система поощрений
Для привлечения пользователей DICE упростила и одновременно расширила механизм выдачи званий. Значительно уменьшился интервал выдачи — по сравнению со второй частью игры, новые звания игрок получает чаще. В игре присутствует 43 звания (40 званий, которые игрок может получить за очки и 3 за первые места в статистике.) Помимо званий есть и разросшаяся система медалей, нашивок, лент и значков.
За каждым званием следует выдача дополнительного оборудования для четырёх различных классов солдат (всего существует 50 видов оборудования и вооружения: 40 в оригинальной игре и 10 в бустер-паке). Игрок волен выбирать из различных образцов оружия, таких как Карабин Ламберта, и технических приспособлений, таких как камуфляжный прибор ИТ-33, обеспечивающий 90-процентную невидимость.

### Игровая статистика
Ранговая система дополнена системой статистики, которая также была внедрена в Battlefield 2. Каждый может получить исчерпывающую статистику обо всех игроках, проводящих время на ранговых серверах Electronic Arts. Удержание лидерства в отдельных категориях, таких как количество фрагов, набранное с использованием конкретного вида оружия, поощряются повышением в звании до Генерал-майора, Генерал-лейтенанта или Генералиссимуса.
В игре имеется возможность коллекционировать именные жетоны других игроков. Для этого требуется убить противника ножом. В системе рейтингов имеется возможность просмотреть всех игроков, именные жетоны которых собрал солдат.
Коллекционирование жетонов изменило подход к игре, а для некоторых игроков стало «идеей фикс»: собрать топ-17, топ-50, топ-100 рейтинга; добыть жетоны первых трёх игроков всех стран; жетоны кланов и т. д. Но в связи с отключением серверов все это утратило смысл.

### Карты
Представляют собой 20 карт, из них 10 относятся к оригинальной Battlefield 2142, 3 к дополнению Northen Strike, остальные входят в обновления. Карта Tunis Harbor уникальна тем, что в поле боя используются полностью разные участки для 16 и 32 игроков.

## Система классов
Войсками в игре используются автоматы, пистолеты-пулемёты, противотанковые реактивные гранатомёты, переносные зенитные ракетные комплексы, противотанковые винтовки, танки, лёгкие джипы, штурмовая и транспортная авиация и БТРы и т. д. Хоть оружие и является огнестрельным, можно предположить, что используются патроны с каким-то новым типом пуль, да и порох видимо заменён на что-то с синим цветом газов. Техника частью своей представляет собой конвертопланы (авиация) и ховеркрафты (танк ПАК).
Четыре класса бойцов несут различные виды вооружения, которое, как и в Battlefield 2 можно выбирать из списка доступных данному классу. По сравнению с предыдущей игрой серии выбора сильно прибавилось. Большую часть оружия и снаряжения можно оснастить расширениями или заменить на более совершенную модель. Система рангов и поощрений предлагает открывать доступ к новому снаряжению с получением званий. Бригадному генералу доступны любые образцы вооружений, в то время как рядовой идёт в бой лишь с пистолетом, винтовкой и базовым снаряжением.
Каждый из пехотных классов имеет свой спектр применения на поле боя:
- Снайпер-диверсант (в русской версии разведчик) (Recon) — ведёт снайперский огонь по пехоте или занимается диверсионной деятельностью. Вооружён снайперской винтовкой или карабином и пистолетом. Снаряжён устройствами для маскировки и саботажа. Взрывпакеты диверсанта могут закрепляться на любой поверхности и подрывать любую технику и командные модули. Устройства маскировки позволяют диверсанту становится на 90 % невидимым (заметить диверсанта в камуфляже можно вблизи, увидеть его на радаре, применив демаскирующее устройство или по характерному писку включения и выключения системы невидимости). Кроме того, камуфляж выходит из строя, при попадании в электромагнитное поле.
- Штурмовик (Assault) — ведёт бой на любых дистанциях, вооружён штурмовой винтовкой и пистолетом. Может расширить возможности по ведению боя на ближних (подствольный дробовик) и дальних (реактивный подствольный гранатомёт) дистанциях. Кроме боевых навыков штурмовик выполняет обязанности полевого врача. Дефибриллятором он может мгновенно реанимировать раненых товарищей или убивать солдат противника, если подойдёт на достаточно близкое расстояние.
- Инженер (Engineer) — ведёт бой на технике или против неё. Вооружён противотанковой или зенитной ракетницей и противотанковым ружьём «Пилум» и десантным пистолетом-пулемётом. Инженер чинит на поле боя любую технику, расставляет минные поля и проводит разминирование. Дополнительные спецустройства доступные инженеру служат поддержке техники.
- Боец поддержки (Support) — обычно занимается защитой позиций и подносом боеприпасов. Вооружён двумя пулемётами, дробовиком и пистолетом. Может разворачивать автоматическую защитную турель или энергетический щит, обездвиживать технику и автоматические турели ЭМИ-гранатами, имеет ряд других спецустройств для поддержки пехоты.

Любой боец может водить технику, в том числе и вражескую.

## Northern Strike
Это дополнение является мини-дополнением (Booster pack). Оно доступно только в виде дополнения, скачиваемого с интернет-сервиса Origin, запущенного издателем Electronic Arts или бездисковой DVD-Box версии, где нет диска, а есть только код, либо в составе Battlefield 2142 Deluxe. Действие дополнения происходит в северной Европе. Войска Паназиатской Коалиции закрепились на бывшей территории Евросоюза и начали вывоз материальных ресурсов из брошенных, оказавшихся под слоем снега и льда городов и военных баз ЕС.
В дополнении имеются 3 новых карты, два вида техники и игровой режим Линия фронта. В отличие от Первой Европейской кампании, в которой войска ЕС медленно сдавали позиции в Европе, теперь пришло время для наступления. В дополнении появился новый режим Assault Lines, в котором ПАК обороняется, а ЕС наступает. В нём предстоит команде ЕС захватить и оборонять все контрольные точки, после чего пытаться захватить главную базу ПАК.

## Отзывы и оценки
| Сводный рейтинг       | Сводный рейтинг |
| Агрегатор             | Оценка          |
| --------------------- | --------------- |
| GameRankings          | 79,77 %         |
| Metacritic            | 80/100          |
| Иноязычные издания    |                 |
| Издание               | Оценка          |
| Edge                  | 8/10            |
| Eurogamer             | 7/10            |
| Game Informer         | 8,5/10          |
| GamePro               | 3,75/5          |
| GameRevolution        | B+              |
| GameSpot              | 8,1/10          |
| GameTrailers          | 8,4/10          |
| IGN                   | 8,4/10          |
| PC Gamer (UK)         | 83 %            |
| PC Gamer (US)         | 86 %            |
| PC Format             | 78 %            |
| 411Mania              | 8,8/10          |
| Русскоязычные издания |                 |
| Издание               | Оценка          |
| Absolute Games        | 79 %            |
| «Игромания»           | 7,5/10          |

Battlefield 2142 получил положительные отзывы. Коста Андреадис из Hyper похвалил игру за режим Титан, усовершенствованную систему наград и поощрений, а также хорошо продуманные карты. Однако он критиковал его за проблемы с задержкой при посадке титанов.
Через несколько месяцев после выхода первой версии игры, Electronic Arts выпустили патч, который исправил большинство ошибок в игре; официальная широкоформатная поддержка не появилась, пока не вышел патч 1.5 для ПК-версии игры 30 мая 2008 года. Mac-версия патча была выпущена двумя месяцами позже, 1 августа 2008 года.
Northern Strike тоже получил в целом положительные отзывы, хотя и немного меньше, чем оригинальный Battlefield 2142.
| Сводный рейтинг    | Сводный рейтинг |
| Агрегатор          | Оценка          |
| ------------------ | --------------- |
| GameRankings       | 78,57 %         |
| Metacritic         | 77/100          |
| Иноязычные издания |                 |
| Издание            | Оценка          |
| Eurogamer          | 7/10            |
| GameSpot           | 7,7/10          |
| PC Gamer (UK)      | 81 %            |
| PC Format          | 70 %            |